# Aikikai Deutschland
Der Aikikai Deutschland – Fachverband für Aikido in Deutschland e. V. ist eine gemeinnützige eingetragene Vereinigung von Aikidoka mit dem Ziel, Aikidō nach den Grundsätzen des Aikidō-Begründers Ueshiba Morihei in Deutschland zu verbreiten. Gegründet wurde Aikikai Deutschland im Jahr 1967 durch Katsuaki Asai in Münster.
Aikikai Deutschland ist Mitglied der International Aikido Federation (IAF), der European Aikido Federation (EAF) und vom Aikikai Honbu Dōjō in Tokio/Japan anerkannter Fachverband. Technisch orientieren sich die Mitglieder des Aikikai Deutschland an Katsuaki Asai (8. Dan Aikikai), Gesandter und Delegierter des Aikikai Tokio für Deutschland. Katsuaki Asai war direkter Schüler von Ueshiba Morihei.
Der Aikikai Deutschland besteht zurzeit aus etwa 5000 Mitgliedern, welche in ca. 150 Dōjōs in allen Bundesländern organisiert sind.
Präsident des Aikikai Deutschland ist Roland Hofmann. Vizepräsident ist Timo Reilmann und Bundestrainer des Aikikai Deutschland ist Katsuaki Asai. (Stand: 2024)